# مرغ باران چتم
مرغ باران چتِم (نام علمی: Pterodroma axillaris) نام یک گونه از سرده مرغ باران خرمگسی است.